# Xicaotou
Xicaotou (kinesiska: 西槽头, 西槽头乡) är en socken i Kina. Den ligger i provinsen Shanxi, i den norra delen av landet, omkring 78 kilometer sydväst om provinshuvudstaden Taiyuan. Antalet invånare är 15 990. Befolkningen består av 7 907 kvinnor och 8 083 män. Barn under 15 år utgör 22,0 %, vuxna 15-64 år 69 %, och äldre över 65 år 8,0 %.
Genomsnittlig årsnederbörd är 670 millimeter. Den regnigaste månaden är juli, med i genomsnitt 234 mm nederbörd, och den torraste är december, med 3 mm nederbörd.